# Eleição municipal de Araçatuba em 2016
A eleição municipal de Araçatuba em 2016 ocorreu no dia 2 de outubro com o objetivo de eleger um prefeito, um vice-prefeito e 15 vereadores no município de Araçatuba, no Estado de São Paulo, Brasil. 
O prefeito eleito foi Dilador Borges, do PSDB, com 59,58% dos votos válidos, sendo vitorioso numa disputa com outros dois adversários, Luis Fernando Arruda Ramos (PTB) (vítima fatal de queda de avião em 28 de maio de 2017) e Hélio Consolaro (PT). A vice-prefeita eleita, na chapa, foi Edna Flor (PPS).
A disputa para as 15 vagas na Câmara Municipal de Araçatuba envolveu a participação de 196 candidatos. O candidato mais bem votado foi Cido Saraiva (PMDB), que obteve 8,341 votos (8,42% dos votos válidos).

## Antecedentes
Dilador nascido em Itapagipe, Minas Gerais, é um político e empresário brasileiro  que deu início em sua carreira política em 1998, pelo PPS. Entretanto permaneceu afastado do cenário político até o ano de 2007, iniciando sua ligação com o PSDB. Em 2008 foi candidato à prefeito de Araçatuba, terminando em segundo lugar com 42,232 votos  Em 2010 com 62,338 votos acabou ficando como suplente em sua candidatura como deputado estadual por São Paulo. Em 2012 concorreu novamente ao cargo de prefeito de Araçatuba, entretanto não conseguiu se eleger. Em 2013 assumiu como deputado estadual no lugar de Bruno Covas.

## Eleitorado

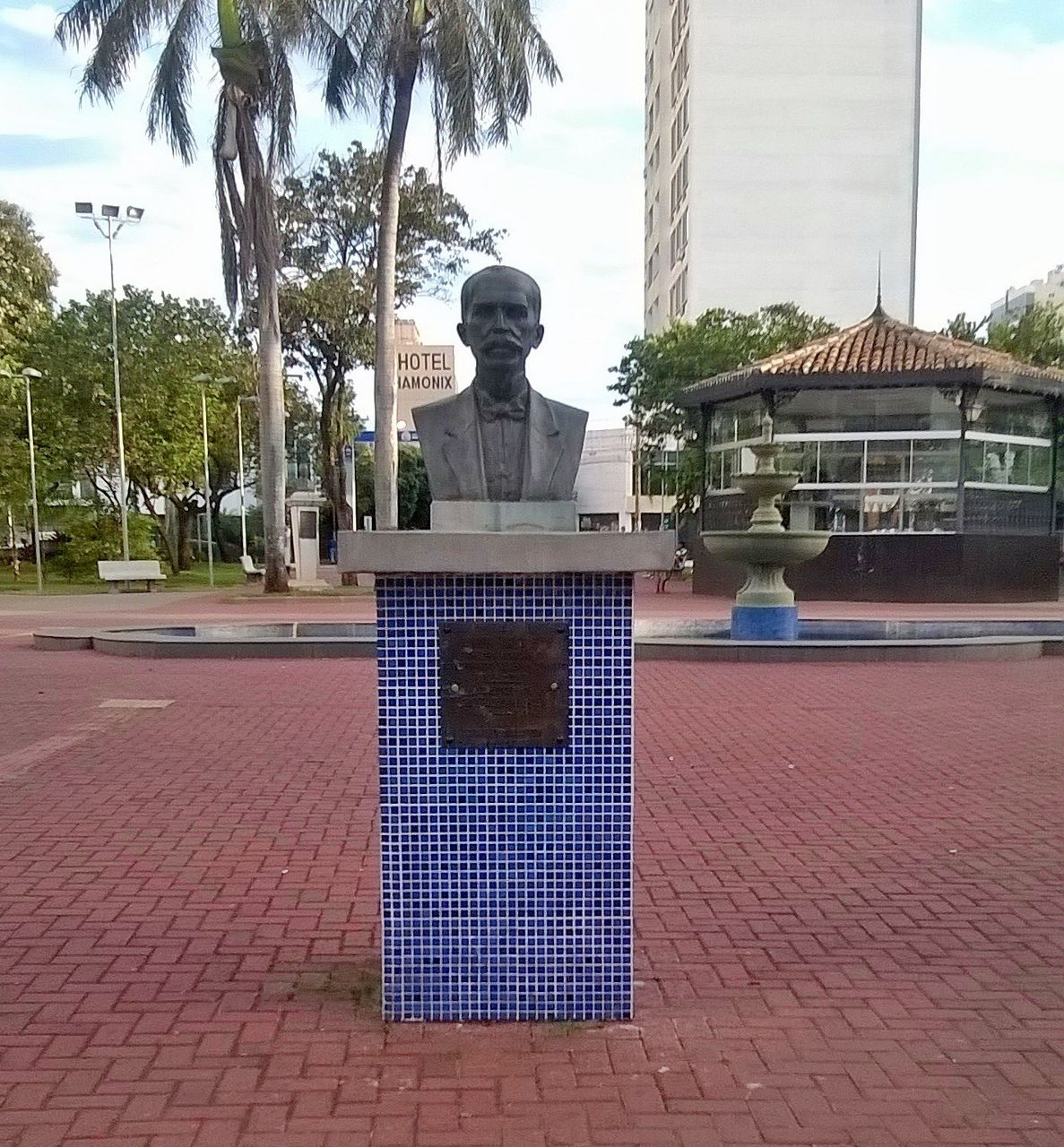
Praça Rui Barbosa, área central da cidade.

Segundo o TSE, na cidade de Araçatuba existiam em junho de 2016 192.757 habitantes, sendo 142.483 aptos ao voto, o que corresponde a 74% da população. 
Entre o total de votos apurados houve 4,274 brancos e 8,517 nulos. Segundo o TSE 53,33% dos eleitores são mulheres, enquanto 46,45% homens.

## Candidatos
Foram 3 candidatos concorrendo à prefeitura em 2016: Dilador Borges do PSDB, Luis Fernando Arruda Ramos, mais conhecido como Luis Fernando da Lomy, do PTB e Hélio Consolaro do PT.
| Candidato(a)             | Vice                 | Partido | Coligação |
| ------------------------ | -------------------- | ------- | --- |
| Dilador Borges Damasceno | Edna Flor            | PSDB    | "Araçatuba Merece Respeito" (PSDB / PPS / PP / PSC / PPL / PEN / SD / PMB / PRTB / PV / PDT / PSD / PHS / PSB) |
| Luis Fernando da Lomy    | Ricardo Mungo        | PTB     | "Um Novo Tempo" (PTB / PSL / PTC / PRP / PMDB / PMN / PC do B / DEM / PT do B / PR / PTN / PRB)                |
| Hélio Consolaro          | Professora Durvalina | PT      | Partido Isolado                                                                                                |

## Campanha
Em uma rodada de entrevistas da TV TEM, durante a época de campanha, Dilador prometeu melhorar o serviço público dizendo “(...) vamos colocar obrigações na lei, que é ônibus de boa qualidade, preparado para receber cadeirantes, linhas regulares nos fins de semana e os pontos de ônibus que hoje são uma vergonha em Araçatuba e colocar comunicação. A internet em todas as cidades maiores ou do nosso tamanho já existe esse serviço. ” O prefeito prometeu ainda, diminuir a burocracia para quem se interessa em abrir micro e pequenas empresas; trabalhar para que as UBS’S e UPAs já construídos sejam inaugurados; construção de um parque novo próximo ao zoológico. Quando questionado sobre suas propostas o candidato relatou: “Fizemos um plano de governo ouvindo as pessoas, a educação, saúde, segurança, o esporte, a cultura. Não tem nenhum plano mirabolante, tem coisas executáveis, o que precisamos é focar em uma boa administração, respeito ao dinheiro público, esse é meu compromisso e da Edna. Com isso nós faremos sim uma grande administração e executando uma grande parte desse plano de governo.”

### Debates
Na noite do dia 25 de setembro de 2016 os candidatos à prefeitura de Araçatuba, Dilador Borges (PSDB), Luis Fernando da Lomy (PTB) e Hélio Consolaro (PT) participaram de um debate antes das eleições municipais. O debate foi realizado e transmitido pela emissora TV TEM São José do Rio Preto.
Com duração de 60 minutos, o debate foi dividido em quatro blocos de discussão, onde as perguntas eram feitas de candidato para candidato, contando apenas com a mediação do apresentador Jean Lourenço.

### Pesquisas
Uma pesquisa realizada pelo Ibope a pedido do jornal Folha da Região, realizada entre os dias 19 e 21 de setembro de 2016, apontou que o candidato Dilador apresentava 41% das intenções de voto, enquanto Luis Fernando o seguia com 37%. Assim, puderam concluir que os dois candidatos estavam empatados na corrida, uma vez que o levantamento conta com uma margem de erro de 4%, ou seja, a porcentagem de Dilador poderia variar entre 30% e 41% enquanto Luis Fernando variava entre 33% e 41%.
O terceiro candidato, Hélio Consolaro, contava apenas com 3% das intenções de voto.
O levantamento ouviu 504 eleitoras e contava com 11% da intenção de votos em branco ou nulo, enquanto 8% não sabiam ou não responderam.

## Resultados

### Prefeito
No dia 2 de outubro, Dilador Borges foi eleito com 59,58% dos votos válidos.
| Candidato(a)                    | Vice                      | 2 de outubro de 2016 | 2 de outubro de 2016 |
| Candidato(a)                    | Vice                      | Votação              | Votação              |
|                                 |                           | Total                | Porcentagem          |
| ------------------------------- | ------------------------- | -------------------- | -------------------- |
| Dilador Borges Damasceno (PSDB) | Edna Flor (PPS)           | 58.190               | 59,58%               |
| Luis Fernando da Lomy (PTB)     | Ricardo Mungo (PT do B)   | 37.787               | 38,69%               |
| Hélio Consolaro (PT)            | Professora Durvalina (PT) | 1.686                | 1,73%                |
| Total de votos válidos          | Total de votos válidos    | 97.663               | 88,42%               |
| Votos em branco                 | Votos em branco           | 4.274                | 3,87%                |
| Votos nulos                     | Votos nulos               | 8.517                | 7,71%                |
| Total                           | Total                     | 110.454              | 100%                 |
| Abstenções                      | Abstenções                | 32.039               | 22,48%               |

### Vereador
A composição da Câmara Municipal conta a partir das eleições de 2016 com 15 vereadores, 3 ocupantes a mais do que nas últimas eleições em 2012.
Dos candidatos eleitos, 9 mantiveram suas cadeiras: Cido Saraiva, Papinha (PSB), Tieza (PSDB), Carlinhos do Terceiro (SD), Arlindo Araújo (PPS), Beatriz (Rede), Professor Cláudio (PMN), Gilberto Batata Mantovani (PR) e Dr. Jaime (PTB).
Já os novos vereadores são: Dunga (DEM), Denilson Pichitelli (PSL), Almir Fernandes Lima (PSDB), Dr. Flávio Salatino (PMDB), Lucas Zanatta (PV) e Dr. Alceu (PV). 
Da Casa de 2012, somente 3 não se reelegeram: Edna Flor (PPS), escolhida por Dilador Borges como vice-prefeita, Cabo Claudino (PTdoB) e Ermenegildo Nava (PP), que não se candidatou para essa eleição.
Dos partidos que estavam na corrida, o PMDB, o PSDB e o PV conseguiram eleger 2 vereadores na Casa, enquanto outros 9 partidos têm apenas 1 candidato.
| Resultado da eleição para a Câmara Municipal de Araçatuba em 2016 por candidato | Resultado da eleição para a Câmara Municipal de Araçatuba em 2016 por candidato | Resultado da eleição para a Câmara Municipal de Araçatuba em 2016 por candidato | Resultado da eleição para a Câmara Municipal de Araçatuba em 2016 por candidato | Resultado da eleição para a Câmara Municipal de Araçatuba em 2016 por candidato |
| Candidato                                                                       | Número                                                                          | Partido                                                                         | Votos                                                                           | Porcentagem                                                                     |
| ------------------------------------------------------------------------------- | ------------------------------------------------------------------------------- | ------------------------------------------------------------------------------- | ------------------------------------------------------------------------------- | ------------------------------------------------------------------------------- |
| Cido Saraiva                                                                    | 15588                                                                           | PMDB                                                                            | 8.341                                                                           | 8,47%                                                                           |
| Gilberto Batata Mantovani                                                       | 22222                                                                           | PR                                                                              | 4.677                                                                           | 4,75%                                                                           |
| Dr. Jaime                                                                       | 14789                                                                           | PTB                                                                             | 2.663                                                                           | 2,70%                                                                           |
| Prof. Cláudio                                                                   | 33456                                                                           | PMN                                                                             | 2.638                                                                           | 2,68%                                                                           |
| Tieza                                                                           | 45123                                                                           | PSDB                                                                            | 2.555                                                                           | 2,59%                                                                           |
| Carlinhos Do Terceiro                                                           | 77123                                                                           | SD                                                                              | 2.476                                                                           | 2,51%                                                                           |
| Dunga                                                                           | 25800                                                                           | DEM                                                                             | 2.433                                                                           | 2,47%                                                                           |
| Papinha                                                                         | 40123                                                                           | PSB                                                                             | 2.360                                                                           | 2,40%                                                                           |
| Beatriz                                                                         | 18810                                                                           | REDE                                                                            | 2.348                                                                           | 2,38%                                                                           |
| Arlindo Araujo                                                                  | 23620                                                                           | PPS                                                                             | 2.325                                                                           | 2,36%                                                                           |
| Denilson Pichitelli                                                             | 17300                                                                           | PSL                                                                             | 2.019                                                                           | 2,05%                                                                           |
| Cabo Claudino                                                                   | 70190                                                                           | PT do B                                                                         | 1.934                                                                           | 1,96%                                                                           |
| João Moreira                                                                    | 20160                                                                           | PSC                                                                             | 1.868                                                                           | 1,90%                                                                           |
| Bispo Edgilson                                                                  | 20777                                                                           | PSC                                                                             | 1.683                                                                           | 1,71%                                                                           |
| Almir Fernandes Lima                                                            | 45550                                                                           | PSDB                                                                            | 1.678                                                                           | 1,70%                                                                           |
| Dr. Flávio Salatino                                                             | 15123                                                                           | PMDB                                                                            | 1.658                                                                           | 1,68%                                                                           |
| Evandro Molina                                                                  | 31111                                                                           | PHS                                                                             | 1.597                                                                           | 1,62%                                                                           |
| Marcio Saito                                                                    | 45777                                                                           | PSDB                                                                            | 1.548                                                                           | 1,57%                                                                           |
| Lucas Zanatta                                                                   | 43111                                                                           | PV                                                                              | 1.495                                                                           | 1,52%                                                                           |
| Olair Bosco                                                                     | 45678                                                                           | PSDB                                                                            | 1.468                                                                           | 1,49%                                                                           |
| Arnaldinho                                                                      | 23789                                                                           | PPS                                                                             | 1.396                                                                           | 1,42%                                                                           |
| Mario Mardegan                                                                  | 14123                                                                           | PTB                                                                             | 1.238                                                                           | 1,26%                                                                           |
| Claudia Crepaldi                                                                | 65123                                                                           | PC do B                                                                         | 1.217                                                                           | 1,24%                                                                           |
| Marlene Mira                                                                    | 10123                                                                           | PRB                                                                             | 1.209                                                                           | 1,23%                                                                           |
| Prof. Zezinho                                                                   | 23456                                                                           | PPS                                                                             | 1.090                                                                           | 1,11%                                                                           |
| Dr. Alceu                                                                       | 43333                                                                           | PV                                                                              | 1.071                                                                           | 1,09%                                                                           |

| Votos válidos   | Votos válidos   | 98.47   | 89,15% |
| Votos nulos     | Votos nulos     | 7.092   | 6,42%  |
| Votos em branco | Votos em branco | 4.891   | 4,43   |
| Abstenções      | Abstenções      | 32.039  | 22,48% |
| Total           | Total           | 110.454 | 100%   |
| --------------- | --------------- | ------- | ------ |

## Análises
Após 100 dias de mandato, Dilador Borges cedeu uma entrevista à TV TEM (afiliada à Rede Globo), em que comenta assuntos como saúde pública, medicamentos na farmácia municipal, vagas em creches municipais, transporte público, infraestrutura da cidade e por fim a reforma do zoológico municipal. Em resumo, o atual prefeito do município de Araçatuba diz ser “Um ano difícil, economia em baixa, precisamos realinhar nossa questão financeira para fazer os avanços.” e que “Primeiro precisamos fazer o dever de casa.” Dilador e a vice-prefeita Edna Flor iniciaram seus mandatos no dia 1 de janeiro de 2017.